# Myoxocephalus scorpius
Espèce
Le chaboisseau à épines courtes, chaboisseau commun ou crapaud de mer à épines courtes (Myoxocephalus scorpius) est une espèce de poissons de la famille des Cottidae.

## Distribution
On le trouve autour des îles de l'océan Arctique et dans le nord de l'océan Atlantique ; de la Sibérie jusqu'à New York, en passant par l'Alaska et la Baie d'Hudson, et du nord de l'Europe jusqu'au Golfe de Gascogne.

## Description
Il mesure rarement plus de 0,5 m. Sa grande tête rentre environ 3 fois dans sa longueur totale. Vu d'en haut, il est brun verdâtre foncé, avec de larges bandes et taches plus foncées ; son ventre jaunâtre est orné de grandes taches pâles chez les mâles ; son dos et le dessus de sa tête ont des taches grisâtres et les nageoires, tachetées ou rayées, vont dans le brun, le verdâtre ou le jaune. Sa coloration varie selon les individus et leur environnement. Il se distingue du chaboisseau bronzé par sa nageoire anale qui possède plus de 11 rayons et du chaboisseau à dix-huit épines par son épine supérieure sur le préopercule plus courte.

## Biologie
C'est un poisson lent qui recherche le fond, on le rencontre souvent en eau peu profonde fraîche, ou comme espèce scatophage près des quais. Il se nourrit de petits crustacés, d'oursins, de vers marins et de diverses substances organiques et est lui-même mangé par de plus gros poissons, comme la morue ou le flétan. Il est parasité par des vers nématodes. À la fin de l'hiver, dans les eaux septentrionales, des œufs d'environ 2 mm de diamètre sont déposés dans le fond en des masses spongieuses de plusieurs centimètres d'épaisseur. Ce chaboisseau a déjà servi comme "bouette" pour la pêche au homard.